# Daron Malakian and Scars on Broadway
Daron Malakian and Scars on Broadway (tidigare enbart Scars on Broadway) är ett amerikanskt alternativt metalband, grundat 2002 i Los Angeles, Kalifornien av sångaren och gitarristen Daron Malakian. Bandet har i vissa fall flera olika musikstilar i en och samma låt och därför är det svårt att kategorisera musiken i en genre. Daron Malakian and Scars on Broadway består av Malakian med olika uppsättningar medlemmar som Scars on Broadway.
Namnet Scars on Broadway kommer från de svastikor som finns ingraverade på lyktstolparna på Broadway Street i Glendale, Kalifornien. Malakian såg dessa som ärr (på engelska: scars) på lyktstolparna och därav uppstod namnet Scars on Broadway. I låten "Funny" från bandets debutalbum nämns även dessa svastikor: "Funny, there were swastikas, on Santa Monica, where they were scarred."
Scars on Broadway bestod till en början av Malakian, Casey Chaos och Zach Hill och de spelade i december 2002 in en demoutgivning under namnet Ghetto Blaster Rehearsals. Denna uppsättning av bandet upplöstes dock under 2003 och det dröjde till 2006 innan Malakian startade bandet igen. Scars on Broadway lanserade sitt debutalbum, Scars on Broadway, under juli 2008. Bandet har haft flera uppehåll sedan dess. Ett andra studioalbum, Dictator, spelades in under 2012 men lanserades först i juli 2018, samma år som bandet ändrade namn till Daron Malakian and Scars on Broadway.

## Historia

### Bandets första tid (2002–2005)
Scars on Broadway grundades 2002 av Daron Malakian, tillsammans med Amens sångare Casey Chaos och tidigare trumslagare, Zach Hill. Malakian och Chaos möttes för första gången under musikfestivalen Big Day Out i januari 2002, när både System of a Down och Amen uppträdde där; Malakian har vid ett senare tillfälle sagt att han var imponerad av Amens framträdande under denna festival.
Efter att de båda träffats igen i september samma år började de spela musik tillsammans. Malakian, som vid tillfället var intresserad av att hitta ett sidoprojekt till System of a Down, hade skrivit några låtar som han ville se om Chaos röst passade till. I slutet av december 2002 anslöt sig Hill som trumslagare, efter rekommendationer av Chaos, och under samma månad spelade de tre tillsammans in en demoutgivning under namnet Ghetto Blaster Rehearsals. De spelade in 7–8 låtar, där några av dessa låtar var "Matter of Fact", "Animal" och "Somebody Get Me a Shotgun".
Några månader senare (någon gång före eller under maj 2003) spelade bandet in låtarna i studion Undercity Recordings i North Hollywood, Kalifornien. I maj 2003 anslöt sig Chaos till Malakians skivbolag eatURmusic och genom skivbolaget släppte Amen sitt album Death Before Musick den 5 april 2004. Efter detta svalnade Malakians och Chaos relation till varandra och vid en middag tillsammans mot slutet av 2004 eller tidigt 2005 bestämde de sig för att avsluta sin vänskap. Scars on Broadway hade då inte spelat in några låtar tillsammans sedan de var i Undercity Recordings 2003.
Låtarna på Ghetto Blaster Rehearsals läckte senare ut på internet, men Scars on Broadway gjorde det klart den 6 november 2007 att dessa låtar inte hade något att göra med deras dåvarande albumprojekt.

### En ny uppsättning medlemmar ochScars on Broadway(2005–2008)
I december 2005 sade Malakian i en intervju att han "skulle kunna släppa tio soloalbum redan imorgon" och att han hade "extremt mycket låtmaterial som bara ligger [och skräpar]". Malakian sade även att det nya bandprojektet han arbetade med förmodligen skulle vara åt det elektroniska och experimentella hållet, men att musiken fortfarande skulle vara lika strukturerad som den av System of a Down.
Malakian startade upp Scars on Broadway igen under 2006 och han förklarade till en början att han inte var säker på om han ville ha permanenta medlemmar i sitt band eller om han ville att de skulle bytas ut allt eftersom, men han var dock säker på att bandprojektet främst skulle handla om de låtar han skrev. Till en början fanns Shavo Odadjian (basisten från System of a Down) med som en av medlemmarna i Scars on Broadway, men det stod snart klart att det istället blev John Dolmayan (trumslagaren från System of a Down) som fick den första permanenta platsen i bandet efter Malakian. Malakian och Dolmayan experimenterade nu med flera olika bandmedlemmar under några månaders tid och de började även spela in låtar till det som skulle bli deras debutalbum. Den 28 september 2007 beskrev Dolmayan Scars on Broadways musik som "vidsträckt, experimentell och emellanåt påtryckande" och han förklarade att de gick in i studion med material för nästan 18 låtar.
Den 28 mars 2008 öppnade bandets hemsida upp, efter en tidsnedräkning med texten "They say it's all about to end" ovanför. Efter tidsnedräkningens slut släpptes bandet sin första singel "They Say" via deras hemsida. Scars on Broadways första konsert ägde rum den 11 april samma år på Whisky a Go Go och med på scenen fanns då även Franky Perez, Danny Shamoun och Dominic Cifarelli. 
Scars on Broadways självbetitlade debutalbum släpptes i juli 2008. Första veckan såldes det strax under 24 000 exemplar av albumet i USA; en försäljningssiffra som i april 2010 hade ökat till 83 000 exemplar. Albumet nådde upp på topp 20 på topplistor i bland annat Finland, Kanada och USA och från albumet släpptes singlarna "They Say", "Chemicals" och "World Long Gone". Samma dag som albumet släpptes uppträdde bandet på Union Station i Los Angeles, där de spelade de flesta av låtarna från Scars on Broadway.

### Under uppehållet (2008–2009)
I oktober 2008 ställde bandet in sin turné i Nordamerika eftersom Malakian kände att "han inte var sugen på att turnera". Malakian ansåg även att turnén ägde rum för nära inpå System of a Downs uppehåll i augusti 2006 samt att han hade angelägenheter i sitt privatliv som hindrade honom från att turnera. Både Cifarelli och Dolmayan hävdade nu att bandprojektet var över och i maj 2009 sade Dolmayan att han var osäker på om Scars on Broadway någonsin skulle spela in några fler låtar tillsammans. I juni samma år påbörjade Perez ett samarbete med Dave Kushner (från Velvet Revolver) och tillsammans släppte de några låtar under pseudonymet DKFXP, där bandnamnet är en kombination av deras initialer.

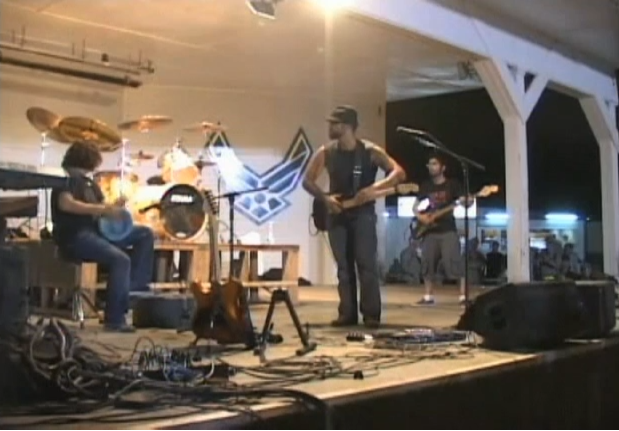
Scars on Broadway, utan Malakian, uppträder i Irak under en USO-konsert den 30 augusti 2009.

I augusti 2009 åkte Dolmayan, Perez, Shamoun och Cifarelli till Irak för att uppträda på en USO-konsert. Perez skrev senare på sin Twitter-sida att "[r]epetitionen gick bra. Jag laddar upp låtlistan innan vi sticker härifrån. Scars-låtarna låter fantastiska, men det är inte detsamma utan D..." I oktober samma år skrev Perez på sin Twitter-sida att han och Dolmayan hade jammat tillsammans med Kushner och Scott Shriner (från Weezer) och att de skulle se vad som hände härnäst.
Den 31 oktober 2009 uppträdde Malakian, Perez, Dolmayan och Odadjian på Odadjians Halloweenfest på nattklubben The Roxy Theatre och de spelade bland annat System of a Down-låten "Suite-Pee" och Scars on Broadway-låten "They Say". Den 20 november 2009 uppträdde Malakian ännu en gång tillsammans med Dolmayan och Odadjian fast nu på Chi Cheng Benefit Show på Avalon i Hollywood, Kalifornien. Anledningen till detta var att få ihop finansiellt stöd åt Chi Cheng (tidigare basist i Deftones) som hade legat i koma till följd av en bilolycka den 4 november 2008; Cheng avled sedan den 13 april 2013.

### Återföreningen och planer på ett nytt album (2010–2013)
Den 16 mars 2010 skrev Greg Watermann, bandets fotograf, på sin Myspace-sida att Scars on Broadway skulle spela ihop igen snart, men att han inte ville bekräfta något mer. Bandmedlemmarna själva meddelade den 13 april 2010 att de skulle uppträda live på The Troubadour i Hollywood den 2 maj samma år. På konserten var, förutom alla medlemmar i Scars on Broadway, även Odadjian närvarande under två av låtarna och en ny låt vid namn "Talkin' Shit" spelades under denna konsert. Den 29 juli samma år släppte bandet en ny singel online med namnet "Fucking". Musikvideon till denna singel släpptes den 14 mars 2011 och som regissör och kameraman för musikvideon stod Watermann.
I januari 2012 avslöjades det att bandet skulle komma att släppa sitt andra album under sommaren det året. Den 24 februari 2012 laddades det även upp ett smakprov på en av bandets nya låtar "Guns Are Loaded" på deras hemsida. I en intervju i augusti samma år framkom det att Dolmayan inte längre var med i Scars on Broadway utan att han istället arbetade med att skriva korta berättelser och rita serietidningar. Dolmayan sade dock att Scars on Broadways nya album skulle släppas någon gång runt årsskiftet 2012/2013 och att han ansåg att det var ett bra album som de skulle lanseras. Dolmayans ersättare, Giulio "Jules" Pampena, utannonserades i september 2012 och han har sedan tidigare medverkat som trumslagare och sångare i bandet Curious Case tillsammans med bland annat Cifarelli. Den 23 september 2012 bekräftade även Perez att han inte längre var med i Scars on Broadway. Han lämnade bandet eftersom det hade uppstått meningsskiljaktigheter mellan honom och Malakian, men han sade även att han ville fokusera på sina egna musikprojekt. Liksom Dolmayan ansåg Perez att Scars on Broadways nästa album innehöll några riktigt bra låtar.
I november 2012 avslöjade Malakian att han avsiktligt hade varit väldigt hemlighetsfull angående Scars on Broadways nästa album, men att albumet förväntades släppas tidigt under 2013. I samband med det nya albumet skulle en EP, med titeln Fuck n' Kill, lanseras; denna EP lanserades dock aldrig.

### Nytt bandnamn ochDictator(2018–idag)
I april 2018, efter drygt fem års uppehåll, återuppstod bandet under det nya namnet Daron Malakian and Scars on Broadway. Malakian kommenterade att det nya bandnamnet kom till eftersom hans plan alltid har varit att arbeta med olika musiker på bandets olika album. Därför ville han tydliggöra detta genom att sätta sitt eget namn före Scars on Broadway. Shamoun, Cifarelli och Pampena hade under uppehållet ersatts med Orbel Babayan, Niko Chantziantoniou och Roman Lomtadze.
Ett nytt album, Dictator, lanserades den 20 juli detta år och den första singeln från albumet, "Lives", lanserades den 23 april 2018. Dictator spelades in under färre än tio dagar år 2012, där Malakian spelade samtliga instrument. Han kommenterade att det var osäkerheten runt System of a Downs planer på att lansera ett nytt album som hindrade honom från att släppa nytt låtmaterial. Samtidigt berättade Malakian att han hade planer på ett tredje album med Daron Malakian and Scars on Broadway och att han redan hade skrivit flera låtar för det och att han hoppades på att kunna börja spela in det inom fyra månader eller så. En av låtarna Malakian hade planerat för det tredje albumet, "Protect the Land", gavs istället ut med System of a Down i november 2020.
Under 2024 återlanserades singeln "Fucking" under titeln "Fucking/Shotgun" samt att EP:n War for Religion lanserades, med två tidigare outgivna låtar: "Stranger" och "War for Religion".

## Musikstilar och influenser
Daron Malakian and Scars on Broadway är, liksom System of a Down, ett band som gärna experimenterar med olika musikstilar. De brukar främst anses tillhöra genrerna alternativ metal, heavy metal och progressiv metal, men de har även ansetts tillhöra genrerna alternativ rock, hårdrock och experimentell rock. Malakian har beskrivit musiken som "elektronisk, men inte som dansmusik utan något mer experimentellt." Han har även sagt att musiken är melodisk och rockdriven och att det finns influenser av traditionell armenisk musik blandat med thrash metal, death metal, black metal och doom metal i Daron Malakian and Scars on Broadway låtar. Malakian har sagt att musikstilen är snarlik den i System of a Down, men att bandet ändå har sin egen musikaliska identitet.
Influenser för Daron Malakian and Scars on Broadway är bland annat Neil Young, David Bowie, The Kinks, The Beatles och The Zombies. Malakian har även sagt sig vara inspirerad av Wham!, Slayer, The Dead Boys, The Damned, Fleetwood Mac, Yes samt av 1960-talets popmusik och 1970-talets låtskrivare. Dolmayan säger sig ha blivit influerad av band och artister såsom Madonna, Lionel Richie, Kiss, Keith Moon, John Bonham, Stewart Copeland, Neil Peart och sin egen far, som var en saxofonspelare.

## Medlemmar
Malakian uttryckte till en början en osäkerhet om han ville ha permanenta medlemmar i Scars on Broadway eller om han ville att de skulle bytas ut allt eftersom. 2018 tydliggjorde Malakian att ingen medlem hade lämnat bandet utan att hans plan alltid hade varit att ha olika uppsättningar bandmedlemmar från album till album, beroende på vilken musikalisk riktning han ville gå i.
| Nuvarande medlemmar - Daron Malakian – sång, gitarr (2002–2003, 2006–2008, 2010–2013, 2018–idag) - Orbel Babayan – gitarr, sång, sampler (2018–idag) - Niko Chantziantoniou – elbas (2018–idag) - Roman Lomtadze – trummor (2018–idag) | Tidigare medlemmar - Casey Chaos – sång (2002–2003) - Zach Hill – trummor (2002–2003) - John Dolmayan – trummor (2006–2012) - Franky Perez – gitarr, sång (2008–2012) - Dominic Cifarelli – elbas, bakgrundssång (2008–2013) - Danny Shamoun – keyboard, piano, slagverk (2008–2013) - Giulio "Jules" Pampena – trummor (2012–2013) |

## Diskografi
| Studioalbum - 2008 – Scars on Broadway - 2018 – Dictator | Singlar - 2008 – "They Say" - 2008 – "World Long Gone" - 2010 – "Fucking" - 2018 – "Lives" - 2018 – "Dictator" - 2018 – "Guns Are Loaded" - 2024 – "Fucking/Shotgun" |